# Pruning
Pruning of synaptische pruning is het proces waarbij eerder gevormde synaptische verbindingen – de contactplaatsen tussen zenuwcellen, spiervezels en kliercellen – weer ongedaan gemaakt worden. Pruning is daarom het tegengestelde van synaptogenese. Het 'wegsnoeien' van eerder aangelegde synaptische verbindingen gebeurt spontaan en is grotendeels het gevolg van het niet-activeren ervan. Pruning is echter een natuurlijk en noodzakelijk proces, omdat het de vorming van zinvolle netwerken in het zenuwstelsel mogelijk maakt, die beantwoorden aan de ontwikkeling van kennis en vaardigheid.
In die zin zijn pruning en synaptogenese complementair. Men kan het zo beschouwen dat synaptogenese zorgt voor de aanleg van een maximaal aantal mogelijke verbindingen en dat synaptische pruning zorgt dat de mogelijkheden die niet gebruikt worden ook fysiologisch worden weggesnoeid.

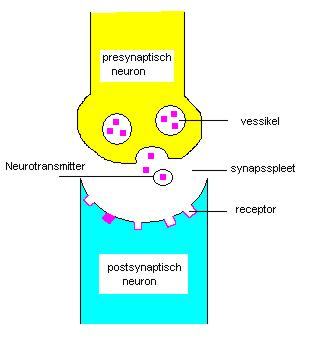
Een typisch zicht op de synaps. Bij pasgeborenen en baby's kunnen ze volledig worden weggesnoeid uit hun structuur als deze te groot of te uitgebreid is geworden, en ze wordt dan vervangen of aangepast door andere, meer efficiënte configuraties.

Bij de geboorte heeft een hersencel zowat 2500 synapsen. Dit aantal verhoogt tot zo'n 15.000 per cel bij een kind van drie jaar. Tegen de volwassenheid is van al die verbindingen zowat de helft weggesnoeid als gevolg van pruning.
Pruning is opvallend toepasselijk bij het aanleren van taalvaardigheid bijvoorbeeld. Een pasgeboren baby kan alle taalklanken onderscheiden die in om het even welke taal voorkomen. Van hun zesde maand tot een jaar worden de klanken van de moedertaal het meest gehoord en geregistreerd, intussen neemt de gevoeligheid voor klanken die niet in de omgevingstaal voorkomen steeds meer af als gevolg van pruning. Een bekend voorbeeld is het onderscheid tussen r en l bij Japanse kinderen, of het onderscheid dat wij niet horen tussen de vele Chinese a-klanken of de verschillende Indiase s-klanken.
De aanleg van het gezichtsvermogen is een ander voorbeeld waar pruning een rol in speelt. Het maakt dat de waarneming van 'irrelevante' gegevens afneemt en verdwijnt, ten gunste van de waarneming van die zaken die in de relatie tot de omgeving wel van belang zijn. Men kan zeggen dat pruning bijdraagt tot het vermogen tot onderscheiden van het noodzakelijke.
Het verlies van bepaalde microvaardigheden als gevolg van pruning wordt beschouwd als zinvol, omdat het de accuratesse en snelheid van de overblijvende vaardigheden ten goede komt, in het algemeen het vermogen tot gericht waarnemen en handelen.